# 浮島ヶ原自然公園

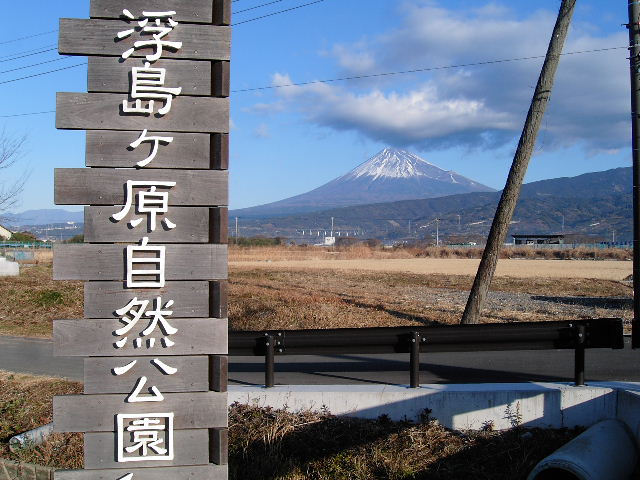

浮島ヶ原自然公園（うきしまがはらしぜんこうえん）は、静岡県富士市中里に位置する自然公園。2010年4月5日開園。

## 概要

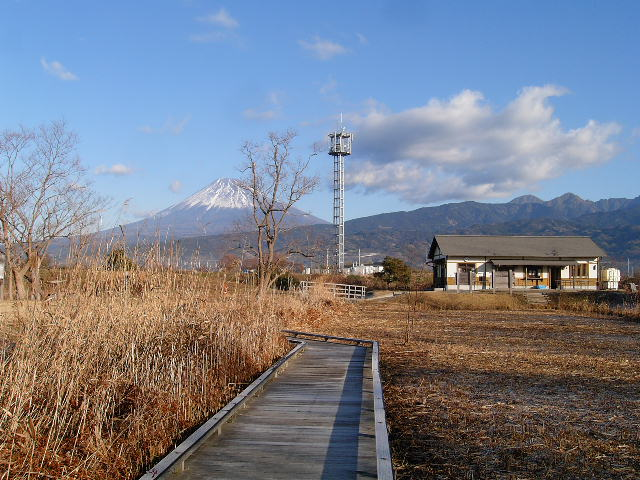
園内散策路と管理棟

浮島沼の湿原を保存するために建設された公園であり、サワトラノオ、ヒキノカサ、ノウルシ、タコノアシなどの貴重な植物や、アオサギ、白鷺、カワセミ、ノスリなどの野鳥、 チョウトンボ、アオモンイトトンボなどの昆虫、メダカ、ザリガニ、モクズガニなどの水棲生物などが見られる。
ヨシが生い茂る園内には木道が整備されており、そこを乗り越えて湿原に踏み入ることは禁止されている。
また、動植物の採取も原則として禁止されているが、一部の場所ではアメリカザリガニの駆除を目的としたザリガニ釣りが条件付きで認められている。

## 施設
- 管理棟
  - トイレ
  - 多目的室
- 駐車場 - 無料、35台

## 周辺
- 国道1号
- 東田子の浦駅
- 須津渓谷
  - 大棚の滝

## 脚註
1. ↑  浮島ヶ原自然公園 開園式 - 浮島ヶ原自然公園 公園レポート
2. ↑  利用案内 -浮島ヶ原自然公園 - 利用上の注意
3. ↑  ザリガニ捕りについてお願い。 公園は「ザリガニ釣り場」ではありません - 浮島ヶ原自然公園 公園レポート